# Méta-Instrument
 (mars 2023).
Le Méta-Instrument est un instrument de musique assistée par ordinateur inventé par Serge de Laubier et développé par les studios français Puce Muse. Le  Méta-Instrument  est  une  sorte  de  gros  Joystick  qui  permet  de  manipuler  54  variables  simultanément et indépendamment les unes des autres (soit l’équivalent de 27 souris d’ordinateur). La première  génération, plus modeste, a été utilisée en concert en 1989. En  quinze ans environ, 150 logiciels ont été  développés  pour  lui (Serge de Laubier, Francis Faber, Mathieu Constant, György Kurtág Jr., Bernard Parmegiani, Pierre Sauvageot …), associant  les  gestes  des  musiciens  à  la  manipulation  de  processus  audio  mais  aussi  lumineux, graphiques ou mécaniques.  
Trois prototypes, compatibles ascendant, ont été développés en 1989, 1996 et 2004. Sa technologie fait appel à des développements électroniques, informatiques, mécaniques et musicaux spécifiques.
La troisième génération du Méta-Instrument est un mesureur de gestes de grande précision. C'est une interface Homme-Machine mobile, de haut niveau, qui suscite un geste expert proche de celui du chef d'orchestre.

## Technologie
54 capteurs analogiques situés au niveau des coudes, des poignets et des doigts, sont reliés à une interface Ethernet qui échantillonne en 16 bit 500 fois par seconde en version filaire et 100 fois par seconde en version Wi-Fi (Caractéristiques Ethersense / IRCAM en 64 voies). Ces mesures de positions et de pressions très précises permettent de calculer vitesse, accélération et sens de chaque capteur.
Le retour d'effort statique est particulièrement soigné. Toutes les rotations (bras et poignets) ont une friction et une force de rappel réglable. De même, chaque touche de mousse est molle et sans offset pour permettre une mesure perceptiblement linéaire et complète de la pression. Enfin un moniteur vidéo embarqué visualise des informations complémentaires.
Le MI3 se connecte à un micro-ordinateur où les informations gestuelles sont utilisées soit par des programmes spécialisés de type Max/MSP (© Cycling IRCAM), Pure Data, soit des applications de type Reaktor, Live, … soit encore par des langages de développement traditionnels comme C++.